# Tajemnica bankowa
Tajemnica bankowa – termin prawniczy, który w prawie polskim został zdefiniowany w ustawie z dnia 29 sierpnia 1997 r. Prawo bankowe. Oznacza wszystkie informacje dotyczące czynności bankowej, uzyskane w czasie negocjacji, w trakcie zawierania i realizacji umowy, na podstawie której bank tę czynność wykonuje z wyjątkami przewidzianymi w ustawie.
Obowiązek zachowania tajemnicy bankowej ma bank, osoby w nim zatrudnione oraz osoby, za których pośrednictwem bank wykonuje czynności bankowe.